# 大成道喜悌
大成道 喜悌（だいせいどう よしとも、1992年12月30日 - ）は、青森県八戸市出身で木瀬部屋（入門時は北の湖部屋）に所属した元大相撲力士。本名は笹山 喜悌（ささやま よしとも）。身長179.0cm、体重148.7kg、最高位は西十両12枚目（2017年11月場所）。
好きなタレントは岡本玲。平成4年度生まれの関取を指す、いわゆる「花のヨン組」の1人。

## 来歴
実兄・笹山数馬も、木瀬部屋に所属した元力士である（四股名：笹山。2008年3月場所初土俵、2019年1月場所限りで引退。最高位は東幕下21枚目）。
相撲は八戸市立湊小学校1年次から部活で始めた。青森県立八戸水産高校相撲部の出身で、国体ではベスト8に入っている。高校卒業後、兄と同じ北の湖部屋に木瀬親方（元幕内・肥後ノ海）の内弟子として入門し、常幸龍らと共に、2011年5月技量審査場所で初土俵を踏む。同期生には他に千代大龍、照ノ富士、明生らが居る。
5月技量審査場所を1番出世で通過し、翌7月場所は序ノ口で7戦全勝。同部屋の佐久間山（現・常幸龍）との優勝決定戦となったが寄り倒しで敗れ、優勝はできなかった。翌9月場所11日目に渡辺に敗れるまでは12連勝を記録していた。その後も好成績を続け、2012年3月場所では初めての幕下となったが、4番相撲まで4連勝を記録し、最終的に5勝2敗の成績であった。同場所後の4月1日に木瀬親方が自身の不祥事のため受けていた部屋の閉鎖処分が解かれて木瀬部屋が再興するのに伴って、笹ノ山も常幸龍や他の木瀬部屋出身者らと共に北の湖部屋から木瀬部屋へ移籍した。幕下昇進以降も勝ち越しを続けていたが、同年11月場所は全休で初めての負け越しとなった。その後は左足薬指の骨折や腰痛に悩まされた。
2013年は1月場所で怪我から復帰し、7月場所で初めて幕下上位を経験した。2015年1月場所は関取目前の東幕下3枚目まで番付を上げたものの、2勝5敗と負け越した。同年9月場所からは4場所連続の負け越しとなって番付も下降し続けた。特に、2016年3月場所では5連敗スタートだったことから入門時から名乗っていた四股名を改名することを検討し、「大成双（ダイナソー）」などの候補の中から、同年9月場所の番付で「大きく成る道」という意味が込められた「大成道（だいせいどう）」に改名した。2013年に入ってからはヘルニアを患い飛躍できない時期があったが、師匠の「座禅を組むように」と指導されて以降は「思い込みすぎたり、考えすぎたりする自分に、頭を空っぽにする時間ができた。相撲の動きも良くなった」と持ち前の押し相撲に磨きをかけた。改名後は幕下上位に番付を戻し、自己最高位に並ぶ東幕下3枚目に復帰した2017年7月場所で5勝2敗と勝ち越したことにより、翌9月場所での新十両昇進が決まった。木瀬部屋で大卒でも外国出身でもない力士が関取になるのは初。7月26日午後、師匠の木瀬とともに新十両会見に出席した大成道は「昨夜は気持ちが高ぶって寝付けなかった。知らせを聞いても実感はなかったけど、ここ（会見場）に来て『あっ、関取になれるんだな』と思いました」と喜びをかみしめた。木瀬は「稽古場の力は知っていたから（昇進は）遅いぐらい。力真との相撲（5勝目を挙げた7月場所13日目の7番相撲）は『もう上がらないとおかしい』と思えるようないい相撲」と評価した。この日の番付編成会議では同部屋の兄弟子である希善龍の再十両も決定。平幕上位の宇良を筆頭に、9月場所で木瀬部屋は6人の関取を抱えることになる。その宇良のように「自分も（ファンを）沸かせられるような力士になりたい、思って（宇良を）見ていた」と話す。宇良や御嶽海、北勝富士、大奄美ら同学年の関取衆には「自分も負けられない」という。新十両での抱負は「脇を締めて電車道で持って行けるような相撲を取りたい」と語った。
新十両となった9月場所は東十両14枚目の番付で、序盤5日間は4勝1敗の好成績としており、中盤以降に負けが増えたが13日目に勝ち越しを決めて8勝7敗だった。場所後の10月5日に行われた秋巡業八千代場所では申し合いを21番行った。西十両12枚目で迎えた11月場所は、同じくこの場所不調だった山口と照強以外の力士に全敗して2勝13敗という成績に終わり、来場所での幕下陥落が決定的となった。5月場所は西幕下18枚目まで番付を下げるが、9月場所は東幕下2枚目で4勝3敗。この地位と成績なら再十両は十分期待できたが、この場所は5勝2敗以上の力士の昇進が優先され、場所後の再十両はならなかった。西幕下筆頭で迎えた11月場所も4勝3敗と勝ち越し。やはり本来であれば十両昇進が濃厚となる成績だったが、この場所は十両から幕下へ陥落する力士が2名しかおらず、東幕下筆頭で勝ち越した臥牙丸と東幕下5枚目で全勝優勝を果たした蒼国来が優先され、2場所続けて番付の不運を味わった。それでも2019年1月場所は東幕下筆頭で4勝3敗と勝ち越しを果たし、「東幕下筆頭の勝ち越しは十両昇進において最優先される」という相撲協会の内規によって今度こそ十両昇進を確定させた。この場所限りで兄の笹山が引退しており、青森に供して郷土料理店で第二の人生を送ることになった兄の新たなる門出を自身の昇進によって祝う格好となった。しかし迎えた3月場所は序盤戦こそ3勝2敗と好調な滑り出しを見せるも、6日から10連敗を喫して3勝12敗の成績に終わり、1場所で十両の地位を手放すことになった。その後は2度幕下の5枚目以内に番付を戻すも、いずれも負け越してこの年十両に返り咲くことは叶わなかった。2020年以降は改名を繰り返しており、同年7月場所と2021年1月場所で下の部分だけを改名した後に同年3月場所で元に戻し、さらに9月場所から上の部分を昇り龍のように駆け上がって欲しいという意味を込められた「大成龍」に改めた。2022年9月場所では7戦全勝で初の幕下優勝を決め、この場所限りで引退となった常幸龍を「稽古つけてもらったり、ずっと一緒にやってきた」と懐かしむコメントを残した。この場所の7番相撲では先に取材を受けていた常幸龍は「優勝してくれた同期生に話を聞いてください」と思いやり、それを受け、大成龍は「ありがたいですね。そう言ってもらえてうれしいです」と感謝した。優勝を決めた7番相撲の相手は元大関の朝乃山を破った東幕下28枚目の勇磨であったため話題となった。初めての各段優勝に「実感がない。普通にうれしいです」とかみしめ「（優勝で）まだやれるんじゃないかという気持ちになりました。来場所に向けて得た経験を生かしていきたい」と力強く語った。勝ち越せば関取復帰が見える西幕下3枚目の地位で迎えた同年11月場所の1番相撲では、元大関の朝乃山との対戦となって話題となった(寄り切りで黒星)。最終的に2勝5敗と負け越して十両に返り咲くことは叶わなかった。翌年1月場所は西幕下10枚目で3連勝から4連敗を喫して負け越し、続く3月場所は東幕下16枚目で初日黒星からいわゆる抜け抜けで3勝4敗と負け越し、5月場所は西幕下22枚目で7戦全敗を喫したことにより、7月場所では2012年1月場所以来11年半ぶりとなる三段目（東筆頭）まで降格した。2024年9月場所限りで現役を引退した。今後は大阪で相撲関連のグッズやイベント等に関わる仕事に就く予定だという。

## 主な成績
- 通算成績：291勝279敗7休（80場所）

### 各段優勝
- 幕下優勝：1回（2022年9月場所）

### 場所別成績
| | 一月場所 初場所（東京） | 三月場所 春場所（大阪） | 五月場所 夏場所（東京） | 七月場所 名古屋場所（愛知） | 九月場所 秋場所（東京）   | 十一月場所 九州場所（福岡） |
| --- | ----------------------- | ----------------------- | ----------------------- | --------------------------- | ------------------------- | --------------------------- |
| 2011年 （平成23年） | x                       | x                       | （前相撲）              | 西序ノ口6枚目 7–0           | 東序二段14枚目 6–1        | 東三段目51枚目 6–1          |
| 2012年 （平成24年） | 東三段目筆頭 5–2        | 西幕下42枚目 5–2        | 西幕下32枚目 4–3        | 東幕下26枚目 4–3            | 東幕下21枚目 4–3          | 東幕下17枚目 休場 0–0–7     |
| 2013年 （平成25年） | 東幕下58枚目 4–3        | 東幕下50枚目 5–2        | 西幕下29枚目 6–1        | 西幕下12枚目 2–5            | 東幕下24枚目 1–6          | 東幕下50枚目 5–2            |
| 2014年 （平成26年） | 西幕下29枚目 4–3        | 西幕下23枚目 4–3        | 西幕下19枚目 4–3        | 西幕下13枚目 2–5            | 西幕下28枚目 6–1          | 西幕下10枚目 5–2            |
| 2015年 （平成27年） | 東幕下3枚目 2–5         | 西幕下12枚目 4–3        | 西幕下9枚目 2–5         | 西幕下22枚目 6–1            | 東幕下8枚目 3–4           | 西幕下13枚目 3–4            |
| 2016年 （平成28年） | 西幕下21枚目 3–4        | 東幕下30枚目 2–5        | 東幕下50枚目 5–2        | 東幕下36枚目 4–3            | 東幕下28枚目 4–3          | 東幕下22枚目 5–2            |
| 2017年 （平成29年） | 西幕下11枚目 3–4        | 東幕下18枚目 5–2        | 東幕下11枚目 6–1        | 東幕下3枚目 5–2             | 東十両14枚目 8–7          | 西十両12枚目 2–13           |
| 2018年 （平成30年） | 西幕下7枚目 4–3         | 西幕下2枚目 1–6         | 西幕下18枚目 4–3        | 東幕下13枚目 6–1            | 東幕下2枚目 4–3           | 西幕下筆頭 4–3              |
| 2019年 （平成31年 /令和元年） | 東幕下筆頭 4–3          | 東十両14枚目 3–12       | 東幕下7枚目 5–2         | 東幕下2枚目 2–5             | 西幕下9枚目 4–3           | 西幕下4枚目 1–6             |
| 2020年 （令和2年） | 東幕下18枚目 6–1        | 西幕下4枚目 1–6         | 感染症拡大 により中止   | 東幕下14枚目 4–3            | 西幕下9枚目 3–4           | 西幕下16枚目 1–6            |
| 2021年 （令和3年） | 東幕下41枚目 3–4        | 西幕下51枚目 4–3        | 西幕下40枚目 3–4        | 東幕下47枚目 3–4            | 東幕下57枚目 5–2          | 西幕下32枚目 4–3            |
| 2022年 （令和4年） | 西幕下26枚目 4–3        | 東幕下19枚目 2–5        | 西幕下33枚目 3–4        | 西幕下44枚目 4–3            | 東幕下36枚目 優勝 7–0     | 西幕下3枚目 2–5             |
| 2023年 （令和5年） | 西幕下10枚目 3–4        | 東幕下16枚目 3–4        | 西幕下22枚目 0–7        | 東三段目筆頭 4–3            | 東幕下53枚目 4–3          | 東幕下43枚目 1–6            |
| 2024年 （令和6年） | 西三段目11枚目 3–4      | 東三段目22枚目 3–4      | 西三段目37枚目 2–5      | 西三段目62枚目 3–4          | 東三段目78枚目 引退 3–4–0 | x                           |
| 各欄の数字は、「勝ち-負け-休場」を示す。 優勝 引退 休場 十両 幕下 三賞：敢=敢闘賞、殊=殊勲賞、技=技能賞 その他：★=金星 番付階級：幕内 - 十両 - 幕下 - 三段目 - 序二段 - 序ノ口 幕内序列：横綱 - 大関 - 関脇 - 小結 - 前頭（「#数字」は各位内の序列） |                         |                         |                         |                             |                           |                             |

## 改名歴
- 笹ノ山 喜悌（ささのやま よしとも）2011年5月技量審査場所 - 2016年7月場所
- 大成道 喜悌（だいせいどう -）2016年9月場所 - 2020年3月場所
- 大成道 勝（- まさる）2020年7月場所 - 2020年11月場所
- 大成道 大志（- だいし）2021年1月場所
- 大成道 喜悌（- よしとも）2021年3月場所 - 2021年7月場所
- 大成龍 喜悌（だいせいりゅう -）2021年9月場所 - 2024年9月場所